# Geschiedenis van Taipei
Dit artikel beschrijft de geschiedenis van Taipei. Taipei is de hoofdstad van Taiwan. De stad is een enclave binnen het gewest Nieuw Taipei (voorheen District Taipei) dat bijna de hele noordelijke punt van het eiland omvat, slechts met uitzondering van de nabijgelegen stad Keelung.

## Oorsprong
De oorspronkelijke bewoners van Taipei waren Ketagalan, die hier woonden voor de toestroom van Chinezen, die tijdens van de Ming-dynastie 1368-1644 de stad binnenkwamen. De Portugezen noemden het eiland Ihla Formosa ("het prachtige eiland"). Tot aan de Qing-dynastie was Taipei nauwelijks ontwikkeld. 

## Europese kolonisatie

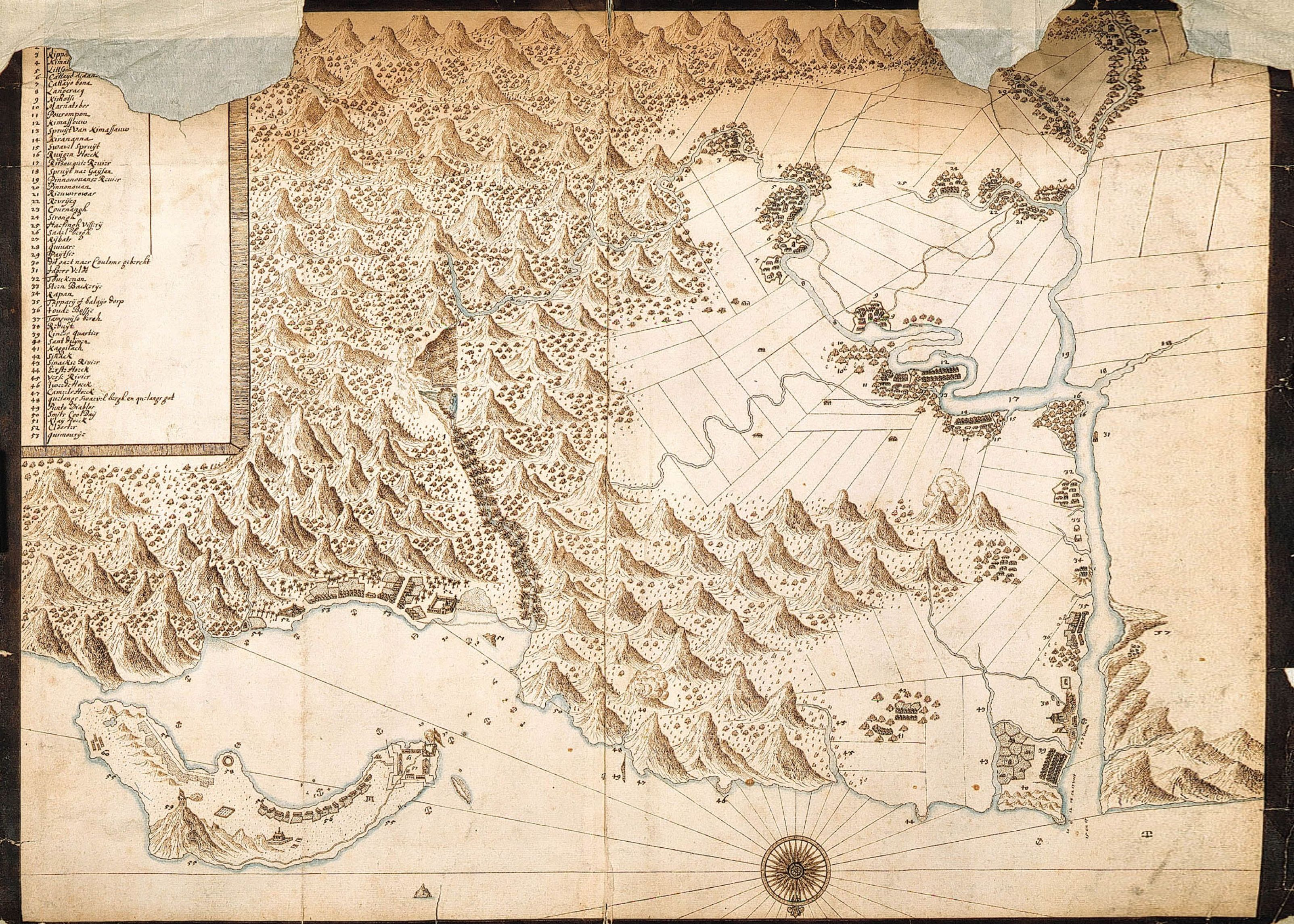
Kaart uit 1654 van het gebied waar het huidige Taipei ligt, getekend door Nederlandse kolonisten die de Spanjaarden rond 1642 verdreven.

In de 17e eeuw bezetten Spanje en Nederland delen van Taiwan. Nadat de Nederlanders zich in 1624 hadden gevestigd in het Zuid-Westen van Taiwan, besloten de Spanjaarden zich ook op het eiland te vestigen. In 1626 startte de bouw van fort San Salvador in de omgeving van het huidige Keelung, twee jaar later fort Santo Domingo in het huidige Tamsui. De geplande handel met China kwam niet op gang omdat veel Spanjaarden ziek werden of aanvallen van lokale inwoners niet overleefden.

### Onder invloed van deVOC
In het gebied rond de Tapei Vallei zou goud zijn te vinden: een reden voor de Nederlanders om ook naar dit gebied te trekken, dit werd er echter niet gevonden. Uiteindelijk vonden de Nederlanders wel goud, namelijk de handel met China van o.a. specerijen. Deze handel vond vooral plaats uit de havenplaats Dayuan, in het Zuid-Westen. De Spanjaarden hadden hun fort in Tamsui al eind 1637 verlaten, om zich op Keelung te concentreren. Dit duurde tot augustus 1642 toen de Nederlanders Keelung op de Spanjaarden veroverden. Het Spaanse fort San Salvador werd omgedoopt tot fort Noord-Holland en in Tamsui werd het fort Antonio opgebouwd. Ook de Nederlanders troffen dezelfde tegenslagen die de Spanjaarden al eerder hadden ervaren. Om het gebied te kunnen onderhouden, werkten de Nederlanders samen met Chinezen van het vasteland, vooral boeren. Deze nieuwe Chinese bewoners van het gebied waren ook de reden dat de Nederlands het niet durfden te verlaten, bang dat dit deel van het eiland in Chinese handen zou vallen. Dit duurde tot de Chinezen –onder leiding van Koxinga– de Nederlandse kolonisten geheel van Taiwan verdreven in de periode voorjaar 1661 tot en met februari 1662.

## Als deel van de Qing-dynastie
De ontwikkeling als stad begon in 1709, toen Chen Laizhang, een immigrant uit Quanzhou, Fujian, van de regering toestemming kreeg het gebied te moderniseren.
Het aan de oostoever van de rivier de Tamsui gelegen handelsdorp met haventje Bangkah 艋舺 (Taiwanees) of Manka (Engels) – tegenwoordig is dat stadsdeel Wanhua 萬華 (pinyin: wànhuá) – is het oudste. Het is dit stadsdeel waar zich de vanaf 1738 gebouwde Lungshantempel (艋舺龍山寺, pinyin: měngjiǎ lóngshānsì) bevindt. Vanaf 1853 trokken steeds meer bewoners vanuit Bangkah naar het iets stroomopwaarts gelegen Dadaocheng –tegenwoordig heet dat Twatutia– en is het een na oudste dorp. De welvaart steeg vanwege de opening van de haven in 1860 met internationale handelsroutes voor kamfer en thee. Hier opende in 1891 het eerste treinstation van Taipei.

### Stadsmuur
Vanaf 1870 begint de uitbreiding van Taipei een echte stad. In 1879 zijn de stadspoorten in de vier windrichtingen ontstaan. In 1884 werd de bouw van de stadsmuur afgerond, dit deel van Taipei werd ten Oosten van Bangkah/Manka gebouwd. De straten werden met stenen belegd en al gedeeltelijk elektrisch belicht. In 1885 werd Taipei door de toenmalige provinciegouverneur Liu Mingchuan als stad erkend.

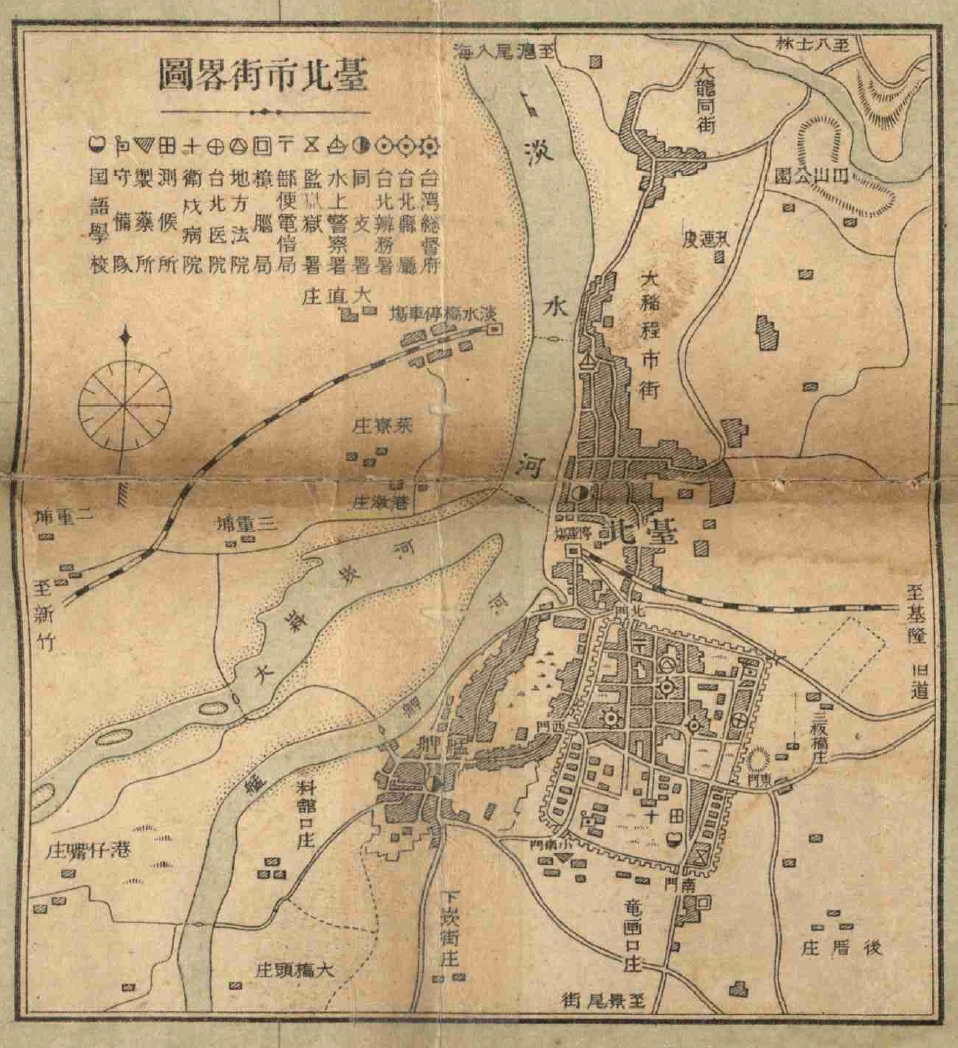
Kaart van Taipei uit 1901, zichtbaar is de rechthoekige ommuurde stad.

## Japanse kolonisatie
Na de nederlaag van China in de Eerste Sino-Japanse oorlog (1894–95) werd Taiwan aan Japan overgedragen en werd de eerste Japanse kolonie. De Japanse naam voor Taipei werd Taihoku. De stad werd tijdens deze periode door de Japanners drie keer nieuw gepland en werd uiteindelijk een grote stad. Voor de Japanse gouverneur van Taiwan werd in het midden van de ommuurde stad een paleis gebouwd, in de huidige periode dient het als Presidentieel Werkpaleis. Enkele jaren ouder is het Rode Huis of Rode Theater in de wijk Ximending.

## Na de Tweede Wereldoorlog
Na de nederlaag van de Japanners in 1945 werd Taiwan weer een provincie van China. Vier jaar later in 1949 trok de regering van China zich terug naar Taiwan na het verlies van de strijd tegen de communisten. De stad werd daarna meer en meer het politieke, economische en culturele centrum van Taiwan en is tegenwoordig een van de belangrijkste aziatische steden. Zo werd in 1996 het eerste deel van een groot metronetwerk geopend. De eind 2004 geopende wolkenkrabber Taipei 101 was enkele jaren het hoogste gebouw ter wereld. Het door OMA ontworpen theatercomplex wordt eind 2021 geopend.